# Moulin à Rivica
Le moulin à Rivica (en serbe cyrillique : Воденица у Ривици ; en serbe latin : Vodenica u Rivici) est un moulin à eau situé à Rivica, dans la province de Voïvodine, dans la municipalité d'Irig et dans le district de Syrmie, en Serbie. Il est inscrit sur la liste des monuments culturels de grande importance de la république de Serbie (identifiant no SK 1297).